# Jumantoro
Jumantoro is een bestuurslaag in het regentschap Karanganyar van de provincie Midden-Java, Indonesië. Jumantoro telt 3168 inwoners (volkstelling 2010).